# Bettina Schuller
Bettina Schuller, născută Dora Elisabeth Fabritius (n. 24 ianuarie 1929, Brașov, d. 11 august 2019, Rimsting) a fost o scriitoare de limba germană și traducătoare, originară din Transilvania, România. 
Tatăl său a fost avocat iar mama sa, cântăreață în Brașov. 
A studiat la Cluj psihologia și pedagogia până în 1953. A lucrat doi ani la Teatrul German din Brașov, după care până în 1976 a fost cadru didactic, întâi la Brașov, apoi la Sibiu.
În cartea sa Siebenbürgisch-sächsische Pfarrer, Lehrer und Journalisten in der Zeit der kommunistischen Diktatur (2008), Erwin Peter Jikeli scrie despre Bettina că a avut curajul să încalce planurile de învățământ elaborate de regimul comunist și să ocolească subiectele cu conținut ideologic, transmițând numai faptele cu fundament științific.
A fost căsătorită de două ori. Din prima căsătorie, cu inginerul agronom Dr. Ion Toma a avut doi fii, Sorin și Cristian, al doilea fiind în prezent cunoscutul regizor Ioan Cristian Toma.  Din a doua căsătorie, cu istoricul și profesorul de desen Walter Schuller a avut un al treilea fiu, Konrad.
În 1976 a emigrat în Republica Federală Germania, unde a locuit câțiva ani la Düsseldorf, apoi până la începutul anului 2008 în Pfaffenwinkel de unde s-a mutat cu soțul său la căminul de bătrâni din Transilvania (Siebenbürgenheim) din Fuchstal.

## Scrieri proprii[6]
- Eine Mäusegeschichte, Editura Tineretului, București, 1966
- Die tägliche Straße, Editura Kriterion, București, 1970
- Es muß an der Freiheit liegen, Editura Transform, München, 1988

## Traduceri
- Demostene Botez & Ionel Pop - Streifzüge durch die Natur, Editura Tineretului, București, 1975; traducere în germană de Bettina Schuller

## Dramaturgie
- Der Froschkönig (Regele broaștelor) dramatizare de Bettina Schuller după Frații Grimm (Secția germană Teatrului Național Radu Stanca Sibiu). [7]